# Harry Steevens
Henri Steevens, detto Harry (Elsloo, 27 aprile 1945), è un ex ciclista su strada olandese.
Professionista dal 1966 al 1971, vinse un'edizione dell'Amstel Gold Race e una della Parigi-Camembert, entrambe nel 1968.

## Carriera
Tra i dilettanti ottenne numerose vittorie, tra cui quelle nell'Olympia's Tour 1965 e nel Giro del Belgio 1966, e piazzamenti, tra cui il secondo posto al Tour de l'Avenir 1966. Fece anche più volte parte della Nazionale olandese, partecipando ai Giochi olimpici di Tokyo 1964 e a due edizioni dei campionati del mondo; nella specialità della cronometro a squadre fu argento mondiale nel 1966.
Passato professionista nel settembre 1966, nelle stagioni seguenti non seppe raggiungere le stesse prestazioni avute tra i "puri". Fra i principali risultati, spiccano nel 1967 il terzo posto all'Amstel Gold Race, nel 1968 le vittoria all'Amstel Gold Race e alla Parigi-Camembert, il secondo posto al Grote Scheldeprijs e il sesto alla Parigi-Tours, nel 1969 i terzi posti al Grand Prix de Fourmies e al Grand Prix Pino Cerami, e infine nel 1970 un successo di tappa al Giro di Svizzera e il quarto posto ai Campionati olandesi.
Partecipò due volte al Tour de France, la prima nel 1970, terminando nelle posizioni di rincalzo ma con sette piazzamenti di tappa nei primi dieci; in particolare nella sesta tappa, la Amiens-Valenciennes, concluse secondo battuto in una volata a ranghi ridotti solo dal belga Roger De Vlaeminck. La seconda partecipazione alla Grande Boucle fu nel 1971, ma in quell'edizione andò fuori tempo massimo alla sesta tappa. Nel 1971 corse anche la sua prima e unica Vuelta a España, durante la quale si ritirò.
Concluse la sua carriera a soli ventisette anni, nel 1972. Anche i suoi fratelli maggiori Henk e Leo sono stati ciclisti, e professionisti per qualche stagione negli anni cinquanta ma senza risultati.

## Palmarès
- 1964 (dilettanti)

Kersenronde van Mierlo
1ª tappa Olympia's Tour
- 1965 (dilettanti)

Ronde van Zuid-Holland
Ster van Zwolle
Dwars door Gendringen
Omloop der Kempen
4ª tappa Olympia's Tour
5ª tappa Olympia's Tour
7ª tappa Olympia's Tour
Classifica generale Olympia's Tour
- 1966 (dilettanti)

Ronde van Limburg
5ª tappa Giro del Belgio dilettanti
6ª tappa Giro del Belgio dilettanti
Classifica generale Giro del Belgio dilettanti
1ª tappa, 2ª semitappa Tour de l'Avenir
6ª tappa Olympia's Tour
1ª tappa Ronde van het IJsselmeer
- 1967

Grand Prix de la Basse-Sambre
- 1968

Amstel Gold Race
Parigi-Camembert
Circuit des Régions Fruitières
1ª tappa Tour du Nord
Classifica generale Tour du Nord
7ª tappa Vuelta a Andalucía
- 1969

Trèfle a Quatre Feuilles - Tournai
- 1970

Grand Prix d'Orchies
5ª tappa Giro di Svizzera

### Altri successi
- 1966 (dilettanti)

Classifica punti Tour de l'Avenir
Criterium di Ossendrecht
Criterium di Bavel
- 1967

Grote Kermiskoers - Kruiningen (Criterium)
Criterium di Valkenswaard
Criterium di Helmond
Criterium di Munster-Geleen
Criterium di Oud-Beierland
Kermesse di Waarschoot
Kermesse di Duffel
- 1968

Grand Prix Willem II - Valkenswaard (Criterium)
Criterium di Geleen il 30 aprile
Criterium di Geleen il 5 maggio
Criterium di Munstergeleen
Criterium di Wormen
- 1969

Criterium di Yerzeke
Criterium di Den Hoorn
Criterium di Helmond
Criterium di Klaaswaal
Criterium di Numansdorp
Kermesse di Lommel
Kermesse di Melsele
Kermesse di Waarshoot
Kermesse di Melle
Kermesse di Eke
- 1970

Prologo Parigi-Nizza (Cronosquadre)
Criterium di Ulestraten
Criterium di Gemert
Criterium di Linz am Rhein
Criterium di Zurigo
- 1971

Criterium di Rijen

## Piazzamenti

### Grandi Giri
- Tour de France

1970: 45º
1971: fuori tempo massimo (6ª tappa)
- Vuelta a España

1971: ritirato

### Classiche monumento
- Milano-Sanremo

1969: 19º
- Giro delle Fiandre

1967: 90º
1969: 31º
- Parigi-Roubaix

1967: 41º
- Giro di Lombardia

1969: 31º

### Competizioni mondiali
- Campionati del mondo

Albertville 1964 - In linea Dilettanti: 8º
San Sebastián 1965 - Cronosquadre: 4º
Nürburgring 1966 - In linea Dilettanti: 39º
Nürburgring 1966 - Cronosquadre: 2º
Heerlen 1967 - In linea Professionisti: 17º
Imola 1968 - In linea Professionisti: 18º
Zolder 1969 - In linea Professionisti: 25º
- Giochi olimpici

Tokyo 1964 - In linea: 40º